# Церква Святого Великомученика Юрія Переможця (Шманьківчики)
Церква Святого Великомученика Юрія Переможця в Шманьківчиках — парафія і храм православної громади Чортківського деканату Тернопільсько-Теребовлянської єпархії Православної церкви України в селі Шманьківчики Чортківського району Тернопільської области.

## Історія церкви

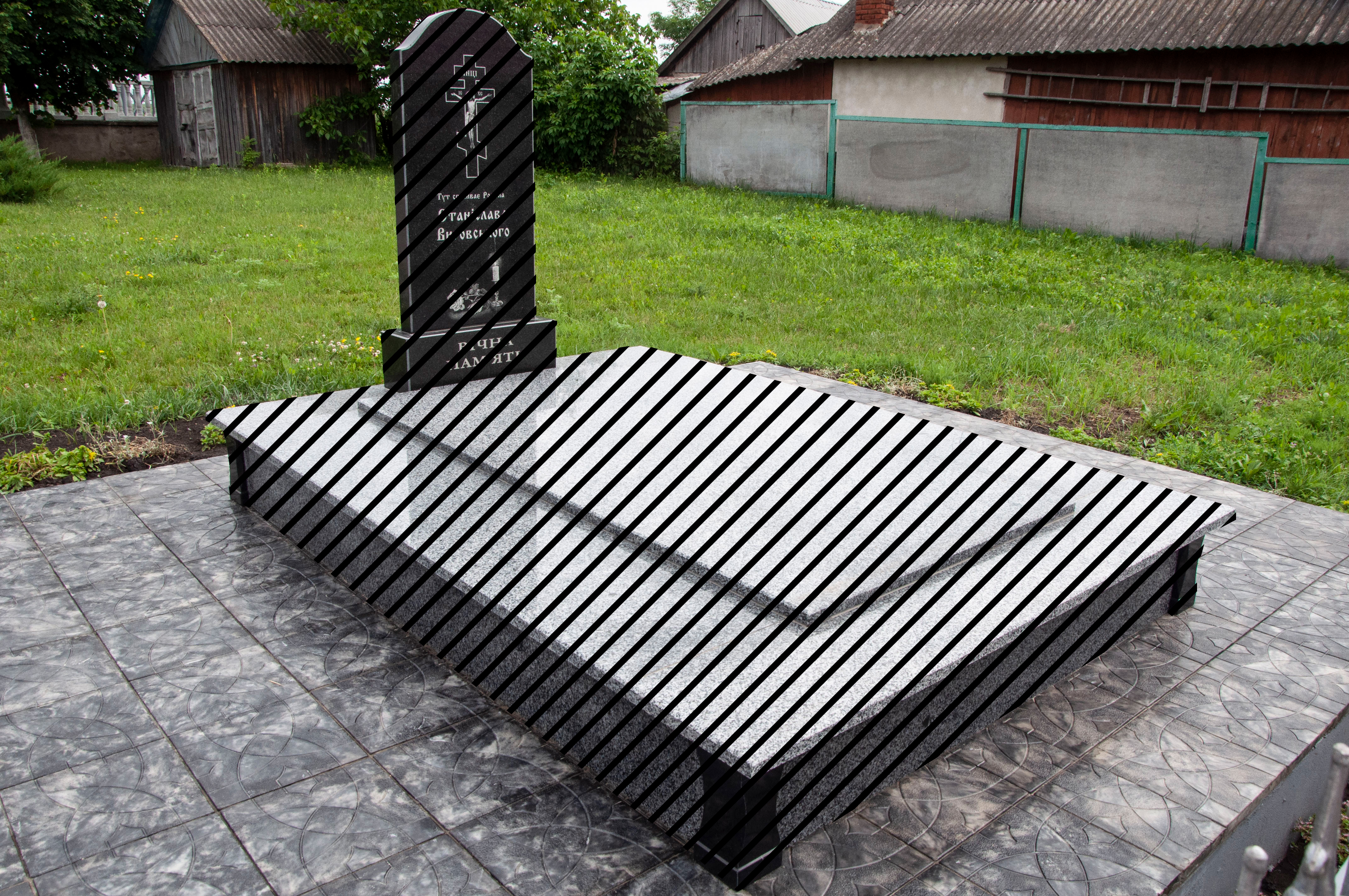
Могила родичів Станіслава Виговського

Історично Шманьківчики були частиною парафії сусіднього села Шманьківці. Однак у селі існувала каплиця, збудована у 1872 році, де були поховані колишні дідичі. Хоча каплицею опікувався дідич, греко-католицька громада мала право нею користуватися.
У 1989 році на свято Дмитрія освятили наріжний камінь для нового храму, який громада почала будувати спільними зусиллями. Однак згодом громада розділилася на православних та греко-католиків. У результаті, новозбудованим храмом почала користуватися православна громада, а греко-католики стали відвідувати богослужіння у сусідніх селах.
Храм Святого Великомученика Юрія Переможця
Будівництво храму тривало з осені 1989 до 1993 року, а освятили його 11 серпня 1996-го. Розпис завершили у 1998—1999 роках. У храмі проводив богослужіння єпископ Тернопільський і Теребовлянський Павло.
8 червня 2009 року сталася незвичайна подія: на глечику зі свяченою водою, який набрала Стефанія Лесик, 63 роки, з’явилася прозора рідина з червоним відтінком. Настоятель, отець Володимир Свариченський, оголосив це дивом, після чого над глечиком розпочалися богослужіння.
15 грудня 2018 року храм і парафія перейшли до ПЦУ.
Головою церковного комітету є Володимир Садляк. Активними членами церковного братства були Іван Семенюк і Даниїл Кузь. До громади належить понад 600 осіб.

### Скульптура святого Каетана

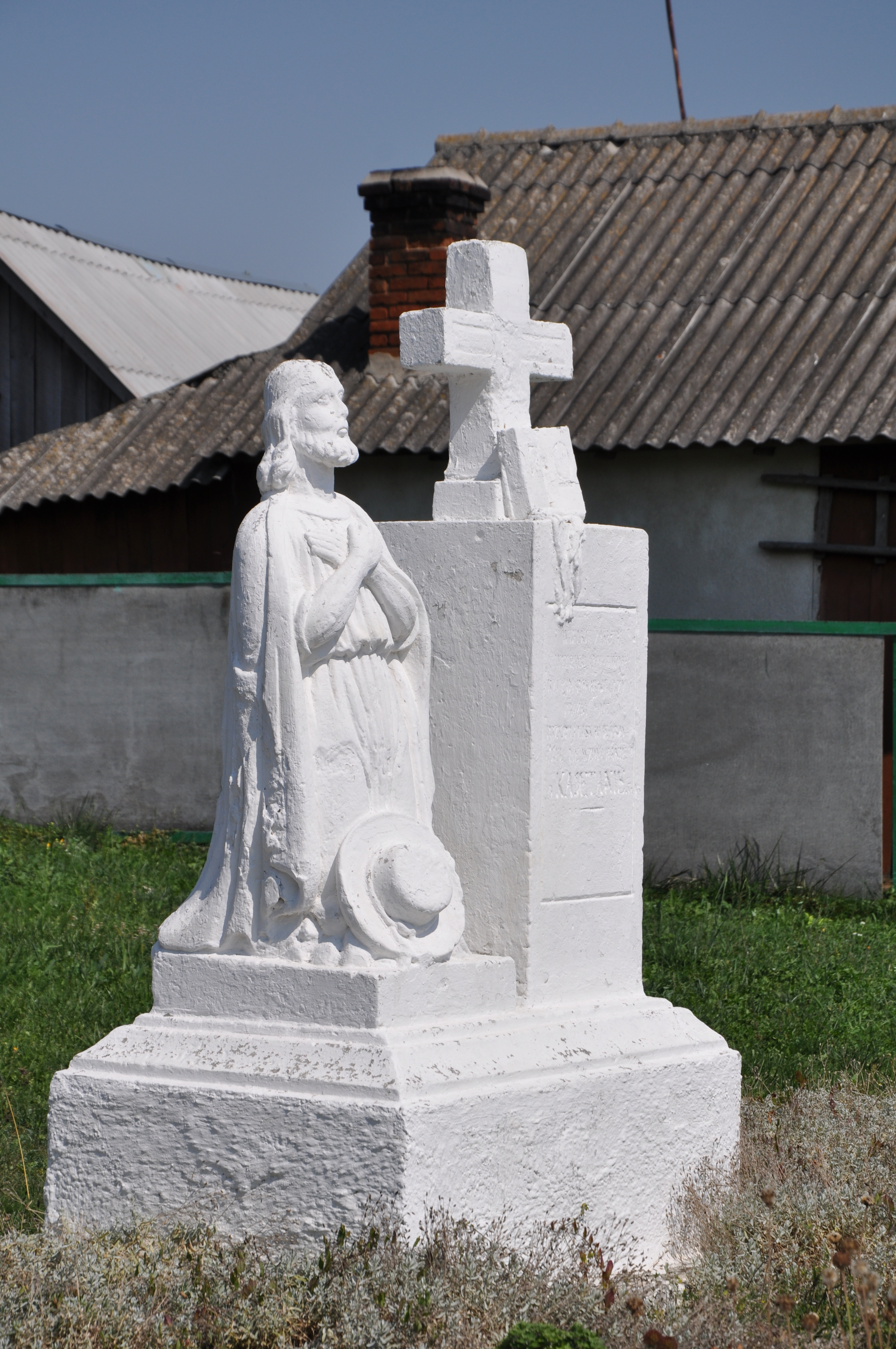
Скульптура святого Каетана

Скульптура святого Каетана, виготовлена з каменю у 1876 році, раніше знаходилася на території церкви, але згодом її перенесли на сільський цвинтар.

## Парохи
- о. Володимир Сваричевський.